# Zadowice
Zadowice – wieś w Polsce położona w województwie wielkopolskim, w powiecie kaliskim, w gminie Godziesze Wielkie.
W latach 1975–1998 miejscowość administracyjnie należała do województwa kaliskiego.
W 1954 w Zadowicach znaleziono dwa autentyczne skarabeusze egipskie w jednej z popielnic (grób 95) na cmentarzysku kultury przeworskiej. Znajdują się obecnie w zbiorach Muzeum Archeologicznego i Etnograficznego w Łodzi.